# Зингер, Отто (младший)
Отто Зингер (младший) (нем. Otto Singer Jr.; 14 сентября 1863, Дрезден — 8 января 1931, Лейпциг) — немецкий композитор. Сын Отто Зингера.

## Биография
Учился в Берлине у Фридриха Киля, в Париже у Юбера Леонара, в Мюнхене у Йозефа Райнбергера. C 1888 г. руководил хором в Гейдельберге, в 1890—1892 гг. преподавал в Кёльнской консерватории, затем работал в Лейпциге, Берлине, Куфштайне. Написал фортепианный и скрипичный концерты, ряд камерных сочинений, произведения для мужского хора. Наиболее известен, однако, как автор бесчисленных фортепианных переложений, включая все симфонии Людвига ван Бетховена, симфонии и квартеты Иоганнеса Брамса, симфонические поэмы Рихарда Штрауса и т. д.